# Thyrgis daguana
Thyrgis daguana là một loài bướm đêm thuộc phân họ Arctiinae, họ Erebidae.